# Regla del noventa-noventa
En programación e ingeniería de software la regla del noventa-noventa hace referencia a un aforismo cómico:

"El primer 90% del código ocupa el 90% del tiempo de desarrollo. El 10% restante del código ocupa el otro 90% de tiempo de desarrollo."
The first 90% of the code accounts for the first 90% of the development time. The remaining 10% of the code accounts for the other 90% of the development time.

La regla es atribuida a Tom Cargill de Bell Laboratories (Laboratorios Bell) y fue hecha popular por Jon Bentley's en septiembre de 1985, en una columna llamada "Programming Pearls" de la revista "Communications of the ACM".
Esta instancia del Principio de Pareto hace clara alusión a la creencia generalizada en el entorno del desarrollo de software de que cualquier planificación nace condenada a no cumplirse. De ahí que los porcentajes sumen más de 100.

## Variaciones
Precisamente por este motivo, como los porcentajes no suman 100, el aforismo de Cargill muchas veces es confundido con una errata. La versión "corregida" de la regla muchas veces se enuncia como:

"El primer 90% del código ocupa el 10% del tiempo de desarrollo. El 10% restante del código ocupa el otro 90% de tiempo de desarrollo."

El sueño de todo programador es identificar este 10% de código y optimizarlo para futuras versiones de software.